# Eurovision France, c'est vous qui décidez!
Eurovision France, c'est vous qui décidez! (Eurowizja Francja, to ty decydujesz!) – francuskie preselekcje mające w celu wyłonienie francuskiego kandydata na Konkurs Piosenki Eurowizji 2021, zorganizowane przez francuskiego nadawcę publicznego France Télévisions. Eliminacje zwyciężyła Barbara Pravi z utworem „Voilà”.
Program był emitowany na kanale France 2 oraz online za pośrednictwem oficjalnej strony internetowej nadawcy france.tv, a także na kanałach TV5 Monde i TV5 Québec Canada z opóźnieniem czasowym.

## Geneza organizacji konkursu
W czerwcu 2020 nadawca France Télévisions ogłosił, iż krajowy reprezentant na 65. Konkursie Piosenki Eurowizji zostanie wybrany za pomocą krajowych eliminacji. 

## Przebieg konkursu

### Zgłaszanie utworów
Kanał France 2 otworzył termin przesyłania zgłoszeń w 29 czerwca 2020. Zainteresowani artyści i autorzy piosenek mogli składać swoje propozycje za pośrednictwem internetowego formularza zgłoszeniowego do 30 września 2020. Francuski nadawca otrzymał 700 zgłoszeń. 
Komisja selekcyjna przejrzała nadesłane utwory, zakwalifikowała dwadzieścia z nich do rundy kwalifikacyjnej, która odbyła się w Apollo Théâtre w Paryżu, i wybrała dwanaście do rywalizacji w finale. 
W finale znalazły się zastępujące utwory:
| Artysta          | Piosenka                        | Język                  | Autorzy                                        |
| ---------------- | ------------------------------- | ---------------------- | ---------------------------------------------- |
| 21 Juin Le Duo   | "Peux-tu me dire?"              | francuski, angielski   | Julien Guillemin, Manon Pècheur, Jan Orsi      |
| Ali              | "Paris me dit (Yalla ya helo!)" | francuski              | Hyphen Hyphen                                  |
| Amui             | "Maeva"                         | francuski, tahitański  | Ken Carlterm, Serena F. Carlter, Edwiga Taerea |
| Andriamad        | "Alléluia"                      | francuski, angielski   | Andriamad                                      |
| Barbara Pravi    | "Voilà"                         | francuski              | Barbara Pravi, Lili Poe, Igit                  |
| Casanova         | "Tutti"                         | francuski, korsykański | Yoann Casanova, Théo Grasset, Jérôme Brulant   |
| Céphaz           | "On a mangé le soleil"          | francuski              | Antoine Essertier, Elise Rieslinger            |
| Juliette Moraine | "Pourvu qu'on m'aime"           | francuski              | Juliette Moraine, Rémi Portat                  |
| LMK              | "Magique"                       | francuski, angielski   | Eve-Line Lamarca, High P                       |
| Philippine       | "Bah non"                       | francuski              | Philippine Zadéo, Caméléon                     |
| PONY X           | "Amour fou"                     | francuski, angielski   | Spoolman, SquirL, Clarence                     |
| Terence James    | "Je t'emmènerai danser"         | francuski              | Terence James, Ben Mazué                       |

### Jurorzy
W skład jury weszli Amir (przewodniczący jury, reprezentant Francji w konkursie w 2016), Chimène Badi (piosenkarka), Michèle Bernier (komik), Agustín Galiana (hiszpański piosenkarz i komik), Jean-Paul Gaultier (projektant mody), Élodie Gossuin (prezenterka telewizyjna), Duncan Laurence (holenderski piosenkarz, zwycięzca konkursu w 2019), André Manoukian (wokalista jazzowy i były sędzia Nouvelle Star), Marie Myriam (zwyciężczyni konkursu w 1977)  i Natasha St-Pier (reprezentantka kraju w konkursie w 2001).

## Wyniki

### Finał

#### Les Qualifications
Podczas pierwszej rundy wystąpiło 12 artystów. Siedem propozycji najwyżej ocenionych przez telewidzów zakwalifikowało się bezpośrednio do ostatniej rundy konkursu. Po wyłonieniu finalistów jury przyznało L’Euro Ticket, który dał jednemu z pozostałych artystów możliwość przejścia do następnego etapu.
Pod koniec każdego występu pokazywano ocenę jury, która wskazywała, ilu jurorom podobała się piosenka. Nie miało to jednak wpływu na głosowanie.
| Runda 1 – Les Qualifications | Runda 1 – Les Qualifications | Runda 1 – Les Qualifications    | Runda 1 – Les Qualifications |
| L.p.                         | Artysta                      | Piosenka                        | Ocena jury                   |
| ---------------------------- | ---------------------------- | ------------------------------- | ---------------------------- |
| 1                            | Andriamad                    | "Alléluia"                      | 8/10                         |
| 2                            | Juliette Moraine             | "Pourvu qu'on m'aime"           | 7/10                         |
| 3                            | Céphaz                       | "On a mangé le soleil"          | 6/10                         |
| 4                            | Amui                         | "Maeva"                         | 5/10                         |
| 5                            | Philippine                   | "Bah non"                       | 5/10                         |
| 6                            | Terence James                | "Je t'emmènerai danser"         | 6/10                         |
| 7                            | Barbara Pravi                | "Voilà"                         | 9/10                         |
| 8                            | PONY X                       | "Amour fou"                     | 7/10                         |
| 9                            | Casanova                     | "Tutti"                         | 7/10                         |
| 10                           | LMK                          | "Magique"                       | 6/10                         |
| 11                           | Ali                          | "Paris me dit (Yalla ya helo!)" | 6/10                         |
| 12                           | 21 Juin Le Duo               | "Peux-tu me dire?"              | 6/10                         |

Legenda:
     Finalista wyłoniony w głosowaniu widzów
     Finalista wyłoniony przez komisję jury (L’Euro Ticket)

#### Le Vote Ultime
W drugiej rundzie spośród ośmiu zakwalifikowanych utworów jury i telewidzowie decydują o zwycięzcy i reprezentancie Francji w 65. Konkursie Piosenki Eurowizji w Rotterdamie.
| Runda 2 – Le Vote Ultime | Runda 2 – Le Vote Ultime | Runda 2 – Le Vote Ultime | Runda 2 – Le Vote Ultime | Runda 2 – Le Vote Ultime | Runda 2 – Le Vote Ultime |
| Artysta                  | Piosenka                 | Jury                     | Widzowie                 | Punkty                   | Miejsce                  |
| ------------------------ | ------------------------ | ------------------------ | ------------------------ | ------------------------ | ------------------------ |
| Barbara Pravi            | "Voilà"                  | 104                      | 100                      | 204                      | 1                        |
| Juliette Moraine         | "Pourvu qu'on m'aime"    | 76                       | 60                       | 136                      | 2                        |
| PONY X                   | "Amour fou"              | 74                       | 50                       | 124                      | 3                        |
| Casanova                 | "Tutti"                  | 22                       | 80                       | 102                      | 4                        |
| Céphaz                   | "On a mangé le soleil"   | 52                       | 30                       | 82                       | 5                        |
| Amui                     | "Maeva"                  | 8                        | 70                       | 78                       | 6                        |
| LMK                      | "Magique"                | 66                       | 10                       | 76                       | 7                        |
| 21 Juin Le Duo           | "Peux-tu me dire?"       | 18                       | 20                       | 38                       | 8                        |

Legenda:
     1. miejsce
     2. miejsce
     3. miejsce
| Głosy jury             | Głosy jury | Głosy jury     | Głosy jury | Głosy jury  | Głosy jury | Głosy jury | Głosy jury   | Głosy jury | Głosy jury | Głosy jury | Głosy jury |
| Piosenka               | M. Myriam  | J. P. Gaultier | É. Gossuin | D. Laurence | C. Badi    | M. Bernier | A. Manoukian | N. St-Pier | A. Galiana | Amir       | Punkty     |
| ---------------------- | ---------- | -------------- | ---------- | ----------- | ---------- | ---------- | ------------ | ---------- | ---------- | ---------- | ---------- |
| "Voilà"                | 2          | 10             | 12         | 10          | 12         | 10         | 12           | 12         | 12         | 12         | 104        |
| "Pourvu qu'on m'aime"  | 6          | 6              | 8          | 8           | 8          | 12         | 6            | 10         | 6          | 6          | 76         |
| "Amour fou"            | 12         | 12             | 10         | 2           | 10         | 4          | 2            | 8          | 4          | 10         | 74         |
| "Tutti"                | 4          |                | 2          | 6           |            |            |              |            | 8          | 2          | 22         |
| "On a mangé le soleil" | 8          | 8              | 6          | 4           | 2          |            | 8            | 6          | 2          | 8          | 52         |
| "Maeva"                |            |                |            |             |            | 2          | 4            | 2          |            |            | 8          |
| "Magique"              | 10         | 2              |            | 12          | 6          | 8          | 10           | 4          | 10         | 4          | 66         |
| "Peux-tu me dire?"     |            | 4              | 4          |             | 4          | 6          |              |            |            |            | 18         |

## Oglądalność
Eurovision France: c’est vous qui décidez! odnotowało średnio 2,37 miliona widzów na kanale France 2. Średni udział na rynku wyniósł 12,3%, co jest wyższe od ostatnich krajowych eliminacji, Destination Eurovision 2019, które obejrzało 2,14 miliona widzów, co dało 11,7% udziału na rynku.